# Les Cinq Diables
Les Cinq Diables és una pel·lícula de fantasia dramàtica francesa del 2022 dirigida per Léa Mysius, que va coescriure el guió amb Paul Guilhaume. La pel·lícula és protagonitzada per Adèle Exarchopoulos i Sally Dramé. Es va estrenar a la secció Quinzena de Cineastes del 75è Festival Internacional de Cinema de Canes el 23 de maig de 2022. Es va estrenar a França el 31 d'agost de 2022.

## Argument
La Vicky té un do màgic: pot olorar i reproduir qualsevol olor que vulgui. Els recull en pots etiquetats amb cura. La nena solitària té un vincle molt fort amb la seva mare Joanne, l'olor de la qual també capta. Quan la germana del seu pare, Julia, que ha sortit recentment de la presó, entra a les seves vides, la Vicky també comença a reproduir la seva olor. Vicky és transportada en el temps en records foscos i màgics, que la porta a descobrir la història d'amor passat entre la seva mare i Julia, els secrets del seu poble i la seva pròpia existència.

## Repartiment
- Adèle Exarchopoulos com a Joanne Soler
- Sally Dramé com a Vicky Soler
- Swala Emati com a Julia Soler
- Moustapha Mbengue com Jimmy Soler
- Daphné Patakia com a Nadine
- Patrick Bouchitey com a Jean-Yvon
- Noée Abita com a cambrera
- Merwan Rim com a DJ de karaoke

## Producció
Les Cinq Diables és el segon llargmetratge de Léa Mysius com a directora, després d'Ava el 2017. Mysius va coescriure el guió de la pel·lícula amb el seu director de fotografia Paul Guilhaume.
La pel·lícula va ser produïda per Fanny Yvonnet per a Trois Brigands Productions i per Jean-Louis Livi per a F comme Film, que anteriorment van produir Ava. Les Cinq Diables es va beneficiar del suport de producció d'Auvergne-Rhône-Alpes Cinéma (i del suport de la pròpia regió Alvèrnia-Roine-Alps), prevendes de Canal+ i Ciné+, i del suport de la regió d'Illa de França.
El rodatge havia de començar el març de 2020, però es va interrompre a causa de la pandèmia de COVID-19. El rodatge es va reprendre el març de 2021 i va durar set setmanes. El rodatge va tenir lloc a Isère entre l'1 i el 24 de març de 2021, a la comuna Le Bourg-d'Oisans i al Lac Bleu. El rodatge va continuar a la regió d'Illa de França, inclosa la piscina Michel-Beaufort a Bondy el 31 de març i l'1 d'abril de 2021. El rodatge es va acabar a París el 16 d'abril de 2021.

## Llançament
Les Cinq Diables es va estrenar a la secció Quinzena de Cineastes del 75è Festival Internacional de Cinema de Canes el 23 de maig de 2022, on va rebre una ovació de peu durant cinc minuts. Es va estrenar a les sales de cinema a França el 31 d'agost de 2022 per Le Pacte. Les vendes internacionals estan gestionades per l'empresa Wild Bunch. En un acord negociat per Wild Bunch, Mubi va adquirir Les Cinq Diables per a Amèrica del Nord, el Regne Unit, Irlanda, Llatinoamèrica, l'Índia i Turquia. El 24 de març de 2023, Mubi va donar a la pel·lícula una estrena limitada a les sales de cinema als Estats Units, el Regne Unit i Irlanda. La pel·lícula es va estrenar exclusivament a la plataforma de streaming de Mubi a partir del 12 de maig de 2023.

## Recepció

### Taquilla
The Five Devils va recaptar 336.025 $ a França i 161.003 $ a altres territoris, amb un total mundial de 497.028 $.
A França, la pel·lícula es va estrenar juntament amb Tot alhora a tot arreu, La Dégustation, Avec amour et acharnement i La Page blanche. La pel·lícula va vendre 4.922 entrades el seu primer dia, 485 de les quals eren projeccions de previsualització. Va arribar a vendre 25.906 entrades el cap de setmana d'obertura. Al final del seu recorregut teatral, la pel·lícula va vendre un total de 71.833 entrades.

### Resposta crítica
Al lloc web de l'agregador de ressenyes Rotten Tomatoes, la pel·lícula té una puntuació d'aprovació del 85% basada en 75 ressenyes, amb una valoració mitjana de 7/10. El consens dels crítics del lloc web diu: "Desbordant d'idees a mesura que es mou a través dels gèneres, Les Cinq Diables utilitza un realisme màgic embriagador per explorar el passat problemàtic d'una família." Metacritic, que utilitza una mitjana ponderada, va assignar a la pel·lícula una puntuació de 68 sobre 100, basada en 19 crítics, indicant crítiques "generalment favorables". Les Cinq Diables va rebre una valoració mitjana de 3,2 sobre 5 estrelles al lloc web francès AlloCiné, basada en 31 ressenyes.
Jordan Mintzer de The Hollywood Reporter va valorar que la pel·lícula tenia massa elements, criticant els guionistes Mysius i Guilhaume per infondre una "tragèdia íntima i convincent amb elements de bruixeria, el sobrenatural i el viatge en el temps que senten que pertanyen a una altra pel·lícula, ja sigui de Shyamalan o Robert Eggers, o alguna cosa del Marvel Cinematic Universe. En lloc de millorar la intriga, els components del gènere acaben diluint-la, i quan les dues parts de la pel·lícula s'uneixen finalment, l'impacte se sent embotit".
Escrivint per a Deadline Hollywood, Valerie Complex va ser majoritàriament positiva a la pel·lícula, però va criticar la forma en què representava els seus personatges negres, escrivint: "Hi ha moltes pel·lícules amb protagonistes negres a Canes, però els negres no en dirigeixen cap […] Julia i Jimmy no tenen molta agència. Existeixen com una plataforma per a Joanne, que les utilitza per elevar-se  […] I els cabells. Mireu, cal consultar i contractar els perruquers negres per donar als personatges negres pentinats d'aspecte decent. Els cabells desordenats i les perruques dolentes plaguen a les actrius negres als platós, i Les Cinq Diables cau en aquest parany. Les pel·lícules han de començar a invertir en l'estètica completa de la negritud, i això significa aconseguir persones que puguin aportar la màxima autenticitat a un personatge".
Jake Cole de Slant Magazine va elogiar la pel·lícula, afirmant que "sembla el treball d'un cineasta molt més experimentat" i que la realització de Mysius "desprén un domini exquisit de l'atmosfera i el llenguatge estètic".

### Reconeixements
| Premi                                      | Data de cerimònia      | Categoria                             | Receptor(s)      | Resultat  | Ref.   |
| ------------------------------------------ | ---------------------- | ------------------------------------- | ---------------- | --------- | ------ |
| Festival de Cinema de Canes                | 27 de maig de 2022     | Queer Palm                            | Léa Mysius       | Nominat   | [ 24 ] |
| Premis César                               | 24 de febrer de 2023   | Millors efectes visuals               | Guillaume Marien | Nominat   | [ 25 ] |
| Festival Internacional de Cinema de Dublín | 4 de març de 2023      | Millor director                       | Léa Mysius       | Guanyador | [ 26 ] |
| Fantastic Fest                             | 27 de setembre de 2022 | Millor pel·lícula (concurs Next Wave) | Les Cinq Diables | Guanyador | [ 27 ] |